# Alessio Puccio
Alessio Puccio (Roma, 1º giugno 1986) è un doppiatore, direttore del doppiaggio e attore italiano.

## Biografia
Figlio del consulente della Dolby Massimo Puccio e dell'assistente al doppiaggio Antonella Bartolomei, è fratello maggiore di Veronica Puccio e cugino di Lucrezia Marricchi, Vittoria e Giulio Bartolomei, tutti doppiatori. È conosciuto soprattutto per aver doppiato Daniel Radcliffe nell'intera serie cinematografica di Harry Potter e in quasi tutto il resto della sua filmografia.
Dal 2014 al 2019 è stato la seconda voce italiana di Gumball in Lo straordinario mondo di Gumball.

## Doppiaggio

### Cinema
- Daniel Radcliffe in Harry Potter e la pietra filosofale, Harry Potter e la camera dei segreti, Harry Potter e il prigioniero di Azkaban, Harry Potter e il calice di fuoco, Harry Potter e l'Ordine della Fenice, Harry Potter e il principe mezzosangue, Harry Potter e i Doni della Morte - Parte 1, Harry Potter e i Doni della Morte - Parte 2, I ragazzi di dicembre, Giovani ribelli - Kill Your Darlings, Horns, What If, Victor - La storia segreta del dott. Frankenstein, Un disastro di ragazza, Now You See Me 2, Jungle, Lost in London, Guns Akimbo, Beast of Burden - Il trafficante, The Lost City
- Jesse McCartney in Alvin Superstar, Alvin Superstar 2, Alvin Superstar 3 - Si salvi chi può!, Alvin Superstar - Nessuno ci può fermare
- Haley Joel Osment in A.I. - Intelligenza artificiale, Forrest Gump
- Jonathan Lipnicki in Stuart Little - Un topolino in gamba, Jerry Maguire
- Anton Yelchin in Nella morsa del ragno - Along Came a Spider, Guardo, ci penso e nasco
- Jamie Campbell Bower in The Twilight Saga: New Moon, The Twilight Saga: Breaking Dawn - Parte 2
- Barry Keoghan in Codice criminale, Eternals
- Vincent Lacoste in Ippocrate, Il primo anno
- Jacob Lofland in Maze Runner - La fuga , Maze Runner - La rivelazione
- Manner Washington in Space Jam
- Tom Felton ne I rubacchiotti
- Michael Welch in Star Trek - L'insurrezione
- Frank Laverty ne Le ceneri di Angela
- Jake Lloyd in Star Wars - Episodio I - La minaccia fantasma
- Emmanuel Johnson in Magnolia
- Benjamin Weir in Colpevole d'innocenza
- Jean-Luke Figueroa in Gloria
- Kenta Arai in L'estate di Kikujiro
- Jesse James ne Le parole che non ti ho detto
- Marc Donato in Un sogno per domani
- Frankie Muniz in Il mio cane Skip
- Calum Gittins ne Il Signore degli Anelli - Le due torri
- Tony Denman in Barely Legal - Doposcuola a luci rosse
- Bobby Edner in Missione 3D - Game Over
- Sean Frye in E.T. l'extra-terrestre (ridoppiaggio del 2002)
- Jeremy Sumpter in Peter Pan
- Shia LaBeouf in Charlie's Angels - Più che mai
- Jack Randall in Master & Commander - Sfida ai confini del mare
- Mike Monetti in C'era una volta in America (ridoppiaggio del 2003)
- Ryan Kelley in Mean Creek
- Luke Benward in Il mio amico a quattro zampe
- Mikael Erhardsson in Lasciami entrare
- Devon Bostick in Survival of the Dead - L'isola dei sopravvissuti
- Freddie Highmore ne L'arte di cavarsela
- Alexander Ludwig in Hunger Games
- Rhys Wakefield in After the Dark
- Seth Meriwether in Devil's Knot - Fino a prova contraria
- Matt Shively in Feels so good
- Tanner Kalina in Tutti vogliono qualcosa
- David Corenswet in Affairs of State - Intrighi di Stato
- Austin Butler in C'era una volta a... Hollywood
- Renliang Zhang in Tiepide acque di primavera
- Jimmy O. Yang in Fantasy Island
- Shun Oguri in Godzilla vs. Kong
- Josh Cruddas in Resident Evil: Welcome to Raccoon City
- Nijirō Murakami in Rurouni Kenshin: The Beginning
- Josh Zuckerman in Oppenheimer
- Grantham Coleman in Rustin
- Josh Hutcherson in Aiuto vampiro
- Mason Lee in Una notte da leoni 2
- Kieran Culkin in A Real Pain
- Nils Bendik Kvissel in Ritorno in pista

### Film d'animazione
- Theodore Seville in Alvin Superstar, Alvin Superstar 2, Alvin Superstar 3 - Si salvi chi può!, Alvin Superstar - Nessuno ci può fermare
- Herman in Tilly e il draghetto
- Sergeau in Lupin e le profezie di Nostradamus (primo doppiaggio)
- Menah in Giuseppe - Il re dei sogni
- Zini cucciolo in Dinosauri
- Zephyr ne Il gobbo di Notre Dame II
- Leporetto in Ritorno all'Isola che non c'è
- Rubio ne I Magicanti e i tre elementi
- Ryan in Uno zoo in fuga
- Corrado in Sulle ali dei gabbiani - L'isola va in città
- Ame in Wolf Children - Ame e Yuki i bambini lupo
- Jaskier in The Witcher: Le sirene degli abissi
- Okada in Si sente il mare
- Hiroki Fujisawa in Oltre le nuvole, il luogo promessoci
- Tomohiro Nagatsuka ne La forma della voce - A Silent Voice
- Max in Richard - Missione Africa
- Max in Rabbit School - I guardiani dell'uovo d'oro
- Tetsuo Shima in Akira (ridoppiaggio 2018)
- Liam in Mamma, ho scoperto gli gnomi!
- Sora ne I figli del mare
- Lio Fotia in Promare
- Kazuhiro in Fireworks
- Tina Belcher in Bob's Burgers - Il film
- Dennys in Mummie - A spasso nel tempo
- nu-ō in Inu-Oh
- Fetch in Fixed - Un'ultima avventura

### Film TV e miniserie televisive
- Daniel Radcliffe in Miracle Workers
- Ryne Sanborn in High School Musical, High School Musical 2
- Devon Werkheiser in Nolan - Come diventare un supereroe

### Soap opera e telenovelas
- Bela Klentze ne La strada per la felicità
- Esteban Masturini in Niní
- Joel Bosqued in Lana, fashion blogger
- Enrique Fortún in La promessa

### Serie televisive
- Steven R. McQueen in The Vampire Diaries, Chicago Fire, Chicago P.D., Legacies e Medal of Honor
- Mitchel Musso in Hannah Montana, Coppia di re, Pete il galletto e Scherzi da star
- Carlos Valdes in The Flash, Arrow , Supergirl e Legends of Tomorrow
- Clark Duke e Dale Kettlewell in Greek - La confraternita
- Daniel Radcliffe in Appunti di un giovane medico
- George O. Gore II in Tutto in famiglia
- Martin Spanjers in 8 semplici regole
- Connor Paolo in Gossip Girl
- Harry Melling in Merlin
- Reid Ewing in Modern Family
- Kevin McHale in Glee
- Timur Bartels in Gli specialisti
- Ramiro Lopez Silveyra in Incorreggibili
- Eddie Max Huband in Miss Reality
- Jordan Rodrigues in Dance Academy (st. 2-3)
- Jack Brett Anderson in Wolfblood - Sangue di lupo
- Devon Bostick in The 100
- Bryshere Y. Gray in Empire
- Johnny Pemberton in Son of Zorn
- Joey Batey in The Witcher
- Justin H. Min in The Umbrella Academy
- Paul Mescal in Normal People
- Algee Smith in Euphoria
- Brandon Butler in Trinkets
- Richard Kahan in Stargate Atlantis
- Malcolm M. Mays in Snowfall
- Nicolás Coronado in Valeria
- Callum Woodhouse in Creature grandi e piccole - Un veterinario di provincia
- Josh Zuckerman in Desperate Housewives
- Nick Roux in Pretty Little Liars
- Shinnosuke Mitsushima in Il regista nudo
- Alex Sharp ne Il problema dei 3 corpi
- Cheech Manohar in Dead Boy Detectives
- Koo Kyo-hwan in Kiseiju - La zona grigia
- Roberto Calvet in Panda
- Ekremcan Arslandağ in Yaratilan - La creatura
- Freddie Fox in The Gentlemen
- Ben Ahlers in The Last of Us

### Serie animate
- Samuru Shigami in B-Daman Crossfire e B-Daman Fireblast
- Sail Bluesea, Jordan Greenway, Byron Love (1ª voce), Cadence Soundtown e Sael in Inazuma Eleven
- Caleb, Dennis e Guillermo in Uncle Grandpa
- Theodore Seville in Alvinnn!!! e i Chipmunks
- Daniel Radcliffe e Diggs (ep. 25x12) ne I Simpson
- Horace e Mouth (1ª voce) in Kick Chiapposky - Aspirante stuntman
- Gumball Watterson (2ª voce) e Bernoccolo (2ª voce) ne Lo straordinario mondo di Gumball (ep.3.17+)
- Vincent Uomoadulto e Joey Pogo in BoJack Horseman
- Sota Higurashi in Inuyasha
- Jeremy in Phineas e Ferb
- Cambiaforme ne I Numerotti
- Mo in Eroi a metà
- Rivalz Cardemonde in Code Geass: Lelouch of the Rebellion
- Tagiru Akashi in Digimon Fusion Battles
- Zack in Aiuto! Il mio sedere è impazzito
- Cisco Ramon in Vixen
- Yamato Sho in Idaten Jump
- Tina Belcher in Bob's Burgers
- Roger Ratcliffe in Juniper Lee
- Boba Fett in Star Wars: The Clone Wars
- Luke in Il trenino Thomas
- Leon in Sonic X
- Dave in Sonic Boom
- Lagoon Boy/La'gann in Young Justice
- Zac in Sendokai Champions
- Katsumi Morikawa in Cardfight!! Vanguard
- Tyler in Supernoobs
- Jacobo in The Replacements - Agenzia sostituzioni
- Shinichi Izumi in Kiseiju - L'ospite indesiderato
- Spugna in World of Winx
- Quo in DuckTales
- Heisuke Mashimo in Sakamoto Days
- Peng in  Kung Fu Panda - Mitiche avventure
- Chakuro in Children of the Whales
- Kai Ichinose in Il piano nella foresta
- Angelo in Codice Angelo
- Ryan Char in Tobot
- Clancy in The Midnight Gospel
- Vittorio in Paf il cane
- Pinnajet in Ben 10
- Barnaby Brooks Jr. / Bunny in Tiger & Bunny
- Gon Freecss in Hunter × Hunter (2011)
- Jesse in Looped - È sempre lunedì
- Wes in Cowboy Bebop (Ep.6)
- Troy Sandoval in Kipo e l'era delle creature straordinarie

### Videogiochi
- Harry Potter in Harry Potter e la pietra filosofale[1], Harry Potter e la Coppa del Mondo di Quidditch[2] e Harry Potter e la camera dei segreti
- Boba Fett in Disney Infinity 3.0 (2015)
- Ash in Concrete Genie (2019)[3]

## Filmografia

### Cinema
- Quasi quasi, regia di Gianluca Fumagalli (2002)

### Televisione
- Provaci ancora prof – serie TV, episodio 3x06, regia di Rossella Izzo (2008)
- Fratelli detective, regia di Giulio Manfredonia – film TV (2009)